# Contea di Westmoreland (Virginia)
La contea di Westmoreland (in inglese Westmoreland County) è una contea dello Stato della Virginia, negli Stati Uniti. La popolazione al censimento del 2000 era di 16 718 abitanti. Il capoluogo di contea è Montross.
È famosa per aver dato i natali al primo Presidente degli Stati Uniti d'America George Washington.